# Ultimul jidan
Ultimul jidan este un film românesc din 1996 regizat de Florin Iepan.